# Miloš Simić
Miloš Simić, srbski violinist in skladatelj, * 1973. 
Simić je član orkestra Slovenske filharmonije. Diplomiral je na Fakulteti za glasbene umetnosti v Beogradu. 
Kot član skupine Gorana Bregovića The Wedding & Funeral band je nastopal na več kot 50 koncertih po Evropi. 
Njegove skladbe izvajajo člani Slovenske filharmonije, Amnesty trio, skupina Terrafolk in drugi. Je vodja 
godalnega kvarteta Ethnodelia, ki izvaja njegove lastne skladbe in priredbe. 